# Keroro - grodan från rymden
Keroro - grodan från rymden (ケロロ軍曹, Keroro Gunsō, Sergeant Keroro) är en manga skriven av Mine Yoshizaki och en TV-anime baserad på mangan (regisserad av Junichi Sato). Första serien publicerades 1999.
Både mangan och animen är komedier som följer en trupp grodlika utomjordingar i deras försök att invadera pokopen/pekopon (jorden). Sergeant Keroro, seriens titelperson, är ledare för truppen bestående av 5 medlemmar: Sergeant Keroro, huvudpersonen, menige Tamama (Aatacksoldat), korpral Giroro (instantsoldat), djupt förälskad i Natsume Hinata; förste sergeant Kululu/Kururu (underrättelseofficer), samt småpervers datanörd och slutligen korpral Dororo (elitsoldat av högsta rang och lönnmördare nr.1). De är dock också under övervakning av en människofamilj bestående av tre personer: Natsume Hinata (日向夏実 Hinata Natsume), Fuyuki Hinata (日向冬樹　Hinata Fuyuki) och deras mor Aki Hinata (日向秋　Hinata Aki).
I både mangan och animen tvingas Keroro utföra hushållssysslor och ärenden för familjen efter att den Keronjanska armén övergivit honom och hans trupp på jorden. Under mangans gång så kommer man träffa på allt från blodsugande älvor (Nyororo ニョロロ) till mäktiga kariesdrottningar. Det har kommit ut 15 stycken mangaböcker om Keroro i Sverige.